# جک رابسون
جان "جک" رابسون (به انگلیسی: John "Jack" Robson) (زاده ۲۴ مه ۱۸۶۰-درگذشته ۱۱ ژانویه ۱۹۲۲) مربی انگلیسی و یکی از مربیان باشگاه منچستر یونایتد بود.